# Leptanilloides
Leptanilloides es un género de hormigas guerreras perteneciente a la familia Formicidae, orden Hymenoptera. Fue descrito por Mann en 1923.

## Especies
- Leptanilloides atlantica Silva, Feitosa, Brandão & Freitas, 2013
- Leptanilloides biconstricta Mann, 1923
- Leptanilloides caracola Donoso, Vieira & Wild, 2006
- Leptanilloides erinys Borowiec & Longino, 201
- Leptanilloides femoralis Borowiec & Longino, 2011
- Leptanilloides gracilis Borowiec & Longino, 2011
- Leptanilloides improvisa Brandão, Diniz, Agosti & Delabie, 1999
- Leptanilloides legionaria Brandão, Diniz, Agosti & Delabie, 1999
- Leptanilloides mckennae Longino, 2003
- Leptanilloides nomada Donoso, Vieira & Wild, 2006
- Leptanilloides nubecula Donoso, Vieira & Wild, 2006
- Leptanilloides sculpturata Brandão, Diniz, Agosti & Delabie, 1999